# 宋余庆
宋余庆（1959年—），汉族，中华人民共和国政治人物、第十一届全国政协委员。
加入中国国民党革命委员会，担任民革中央委员、江苏省委副主委、江苏大学副校长、博士生导师。2008年，当选第十一届全国政协委员，代表中国国民党革命委员会，分入第四组。